# Temporada 2000-01 de los New Jersey Nets
La temporada 2000-01 fue la vigesimoquinta de los New Jersey Nets en la NBA, tras la fusión de la liga con la ABA, donde había jugado nueve temporadas, y la vigesimotercera en su ubicación en Nueva Jersey. La temporada regular acabó con 26 victorias y 56 derrotas, ocupando el duodécimopuesto de la conferencia Este, no logrando clasificarse para los playoffs.

## Elecciones en elDraft
| Ronda | Puesto | Jugador         | Posición  | Nacionalidad   | Universidad |
| ----- | ------ | --------------- | --------- | -------------- | ----------- |
| 1     | 1      | Kenyon Martin   | Ala-Pívot | Estados Unidos | Cincinnati  |
| 2     | 36     | Soumaila Samake | Pívot     | Mali           |             |

## Temporada regular
| División Atlántico   | División Atlántico | División Atlántico | División Atlántico | División Atlántico | División Atlántico | División Atlántico | División Atlántico | División Atlántico |
| Equipo               | G                  | P                  | %                  | PD                 | Casa               | Fuera              | Div                |                    |
| -------------------- | ------------------ | ------------------ | ------------------ | ------------------ | ------------------ | ------------------ | ------------------ | ------------------ |
| y-Philadelphia 76ers | 56                 | 26                 | .683               | –                  | 29–12              | 27–14              | 18–6               |                    |
| x-Miami Heat         | 50                 | 32                 | .610               | 6                  | 29–12              | 21–20              | 15–10              |                    |
| x-New York Knicks    | 48                 | 34                 | .585               | 8                  | 30–11              | 18–23              | 16–9               |                    |
| x-Orlando Magic      | 43                 | 39                 | .524               | 13                 | 26–15              | 17–24              | 14–10              |                    |
| e-Boston Celtics     | 36                 | 46                 | .439               | 20                 | 20–21              | 16–25              | 11–13              |                    |
| e-New Jersey Nets    | 26                 | 56                 | .317               | 30                 | 18–23              | 8–33               | 8–16               |                    |
| e-Washington Wizards | 19                 | 63                 | .232               | 37                 | 12–29              | 7–34               | 3–21               |                    |

## Estadísticas

### Temporada regular
| Jugador           | PJ | PT | MPP  | %TC  | %3P   | %TL  | RPP | APP | ROB | TPP | PPP  |
| ----------------- | -- | -- | ---- | ---- | ----- | ---- | --- | --- | --- | --- | ---- |
| Stephon Marbury   | 67 | 67 | 38.2 | .441 | .328  | .790 | 3.1 | 7.6 | 1.2 | 0.1 | 23.9 |
| Keith Van Horn    | 49 | 47 | 35.4 | .435 | .382  | .806 | 7.1 | 1.7 | 0.8 | 0.4 | 17.0 |
| Kenyon Martin     | 68 | 68 | 33.4 | .445 | .091  | .630 | 7.4 | 1.9 | 1.1 | 1.7 | 12.0 |
| Johnny Newman     | 82 | 17 | 25.0 | .419 | .335  | .855 | 2.1 | 1.4 | 0.8 | 0.1 | 10.9 |
| Aaron Williams    | 82 | 25 | 28.5 | .457 | .000  | .787 | 7.2 | 1.1 | 0.7 | 1.4 | 10.2 |
| Lucious Harris    | 73 | 50 | 28.4 | .425 | .348  | .770 | 3.9 | 1.8 | 1.0 | 0.2 | 9.4  |
| Kendall Gill      | 31 | 26 | 28.8 | .331 | .286  | .722 | 4.2 | 2.8 | 1.5 | 0.2 | 9.1  |
| Stephen Jackson   | 77 | 40 | 21.6 | .425 | .335  | .719 | 2.7 | 1.8 | 1.1 | 0.2 | 8.2  |
| Doug Overton      | 12 | 9  | 26.3 | .376 | .313  | .600 | 2.0 | 4.4 | 0.3 | 0.0 | 6.9  |
| Mark Strickland   | 9  | 0  | 22.4 | .389 | 1.000 | .727 | 4.6 | 0.8 | 0.4 | 0.3 | 5.7  |
| Sherman Douglas   | 59 | 7  | 18.5 | .403 | .200  | .748 | 1.3 | 2.4 | 0.6 | 0.1 | 5.7  |
| Eddie Gill        | 8  | 0  | 19.0 | .390 | .333  | .800 | 1.1 | 3.0 | 0.5 | 0.1 | 4.9  |
| Jamie Feick       | 6  | 0  | 24.8 | .348 |       | .500 | 9.3 | 0.8 | 1.3 | 0.5 | 3.7  |
| Evan Eschmeyer    | 74 | 51 | 18.0 | .460 |       | .657 | 4.9 | 0.5 | 0.6 | 0.8 | 3.4  |
| Vladimir Stepania | 29 | 0  | 9.7  | .318 | .250  | .735 | 3.8 | 0.6 | 0.3 | 0.4 | 2.8  |
| Jamel Thomas      | 5  | 0  | 11.2 | .316 | .333  |      | 1.8 | 0.0 | 0.6 | 0.0 | 2.6  |
| Jim McIlvaine     | 18 | 3  | 10.7 | .357 |       | .667 | 1.9 | 0.2 | 0.4 | 0.8 | 1.6  |
| Soumaila Samake   | 34 | 0  | 6.6  | .375 |       | .417 | 1.6 | 0.0 | 0.1 | 0.4 | 1.4  |
| Kevin Ollie       | 19 | 0  | 8.5  | .185 |       | .632 | 1.2 | 1.3 | 0.3 | 0.0 | 1.2  |

## Galardones y récords
| Jugador       | Galardón                            |
| Kenyon Martin | Mejor quinteto de rookies de la NBA |